# Pyszczak złocisty
Pyszczak złocisty (Melanochromis auratus) – gatunek ryby pielęgnicowatej. Hodowana w akwariach.

## Występowanie
Gatunek endemiczny Jeziora Malawi.

### Opis
Ta pięknie ubarwiona ryba jest agresywna i terytorialna, potrzebująca dużo miejsca w akwarium (powyżej 150 litrów i 100 cm długości). Najlepiej trzymać je w stadzie w proporcjach od 1:3 do 1:6 (1 samiec, 3 do 6 samic). Bardziej stymulująco działa trzymanie kilku samców (nigdy dwóch, gdyż wtedy dominujący może zabić zdominowanego) jednak wtedy akwarium musi mieć co najmniej 150 cm długości i mnóstwo kryjówek, w których słabsze osobniki będą mogły się ukryć.
- Rozmiar: do 12 cm – samce, samice mniejsze ok. 10 cm.

U dorosłych wyraźny dymorfizm płciowy. Samiec ma barwę brunatno-czarną, od oka do nasady płetwy ogonowej ciągnie się jasnoturkusowy pas, podobny wzdłuż linii grzbietu. Samica złotożółta, wzdłuż kręgosłupa i grzbietu biegną dwa czarne pasy. Młode ubarwione, jak samice.
- Woda: powinna mieć odczyn od 7,5–8,7 pH. Temperatura wody od 22–30 °C. Optymalna 27 °C.
- Pokarm: bardzo ważny jest pokarm roślinny (sałata, szpinak, miękkie rośliny wodne, sparzone płatki owsiane), plankton, jako dodatek: larwy komarów, solowiec, kryl, małe dżdżownice, małe bezmuszlowe ślimaki i drobno siekane surowe mięso (kurczak, konina).
- Rozmnażanie: gdy ryby są karmione urozmaiconym pokarmem, to często przystępują do tarła. Ikrę składają na płaskim kamieniu lub w dołku wykopanym przez samca. Najczęściej 20–35 sztuk. Młode samice przy pierwszym tarle ok. 5–10 szt. Samica przetrzymuje jaja w pysku przez 21–30 dni. Po wylęgnięciu rybki mają od 7 do 10mm długości. Opieka trwa ok. 5–6 dni. Małe karmimy drobnymi oczlikami, solowcami, żółtkiem jaj i pokarmem roślinnym. Wskazane przeniesienie wieczorem samicy do osobnego zbiornika z takimi samymi parametrami (ta sama woda i temperatura), co znacznie zwiększy ilość odchowanego narybku (dorosłe osobniki często pożerają młodzież). Samice należy przenosić w naczyniu z wodą.

Ryba polecana dla zaawansowanych akwarystów.